# Viehkogel
Der Viehkogel ist ein Berg im Steinernen Meer in den Berchtesgadener Alpen an der Grenze zwischen Bayern und Österreich. Er ist 2158 m hoch und befindet sich im westlich-zentralen Teil der Hochfläche des Steinernen Meeres. Der besondere Reiz des Viehkogels ergibt sich aus der Tatsache, dass es sich um einen Inselberg handelt, der nach allen Seiten freie Sicht bietet. Aufgrund seiner geringen Höhe beschränkt sich die Aussicht allerdings auf das Steinerne Meer selbst; andere Gebirge wie etwa die Hohen Tauern sind nicht sichtbar. Des Weiteren verdecken höhere Berge den unmittelbaren Blick auf Sonnenaufgang (verdeckt vom Funtenseetauern) und Sonnenuntergang (verdeckt vom Gipfelkamm zwischen Breithorn und Schindlköpfen).
Bestiegen wird der Viehkogel meist vom Kärlingerhaus am Funtensee, von wo ein Pfad in ca. 1,5 bis 2 Stunden Gehzeit zum Gipfel führt. Trotz Markierungen und durchgehend guter Erkennbarkeit handelt es sich um einen anspruchsvollen Wanderweg, da – vor allem am Gipfelhang –, sehr steile Stellen mit Rutschgefahr vorkommen. Geübte Bergsteiger können vom Gipfel des Viehkogels direkt zum Funtensee absteigen. Dieser Abstieg ist nicht so extrem, wie er von oben aussieht, und führt – den steilsten Wänden links ausweichend – durch Grashänge und Latschengelände.